# García I di León

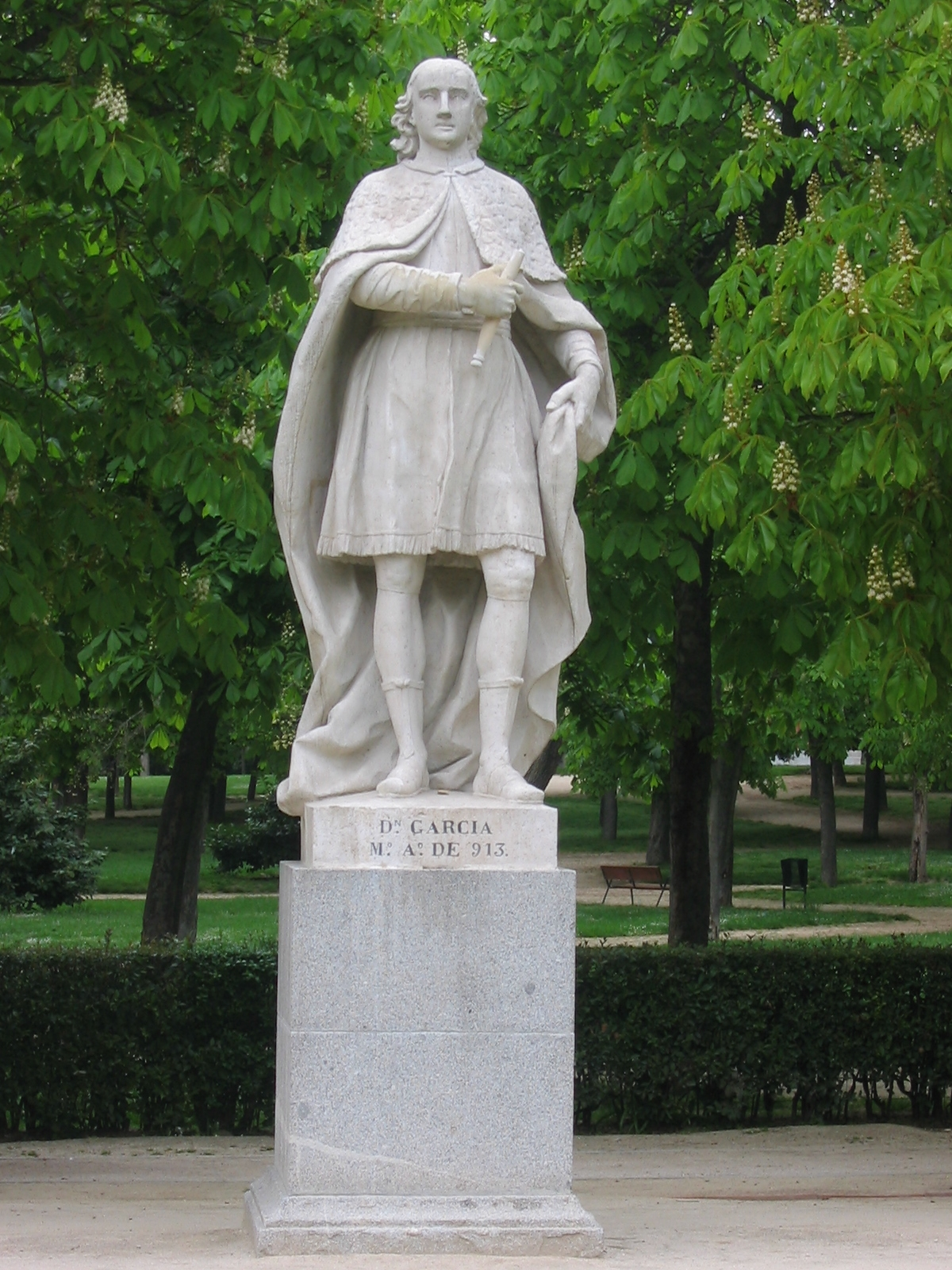
Statua di García I di León, che si trova nel Paseo de la Argentina, a Madrid

García Alfonso, (García anche in spagnolo, in galiziano e in asturiano, Garcia, in catalano e in portoghese, Gartzia, in basco e Garzia,  in aragonese) (871 – Zamora, 19 gennaio 914), fu il primo re di León dal 910 al 914.

## Origine
Garcia, secondo il Chronicon de Sampiri era il figlio primogenito del re delle Asturie, Alfonso III il Grande e di Jimena Garcés, (848-912), che, molto probabilmente, anche se il Codice di Roda non la elenca tra i figli di García I, era figlia del re di Pamplona, García I Íñiguez, come viene confermato dalla Historia del Real Monasterio de Sahagún, e della prima moglie, Urraca, che secondo alcune fonti, tra cui lo storico Jaime de Salazar y Acha, era la figlia di Musà ibn Musà ibn Fortún, il capofamiglia dei Banu Qasi. Ma secondo altre fonti era di stirpe reale: Rodrigo Ximénez de Rada, vescovo di Toledo e storico, scrisse che García sposò "Urracam, de Regio semine".
Lo storico genealogista basco, Jean de Jaurgain (1842–1920), nel suo la Vasconie interpretò la frase (Urracam, de Regio semine), nel senso che anche Urraca discendeva dalla stirpe ducale di Guascogna ed era figlia di Sancho II.

Alfonso III il Grande, sia secondo il CHRONICON ALBELDENSE che la Historia Silense, era il figlio primogenito del re delle Asturie Ordoño I e della moglie, Munia, come confermano le Memorias de las reynas catholicas, di cui non si conoscono gli ascendenti.

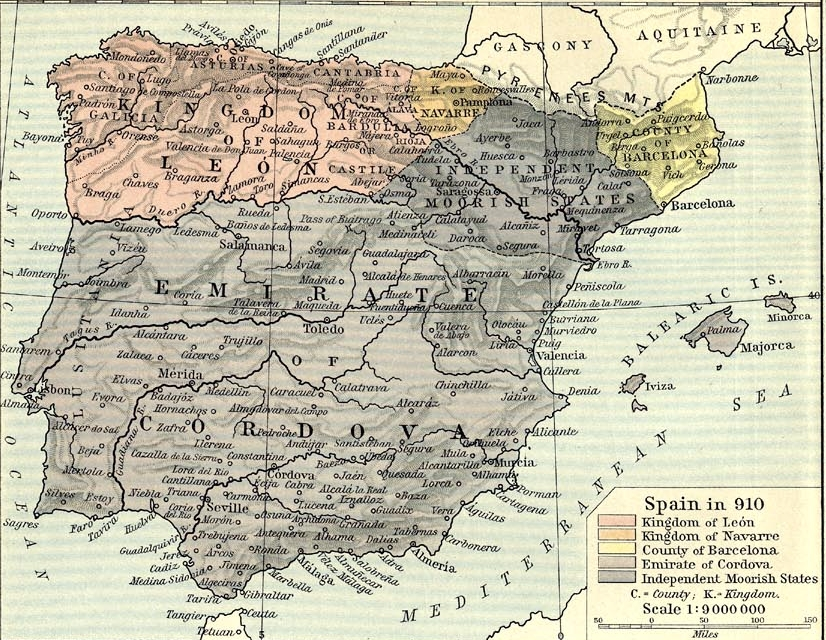
Penisola iberica (carta politica), nel 910

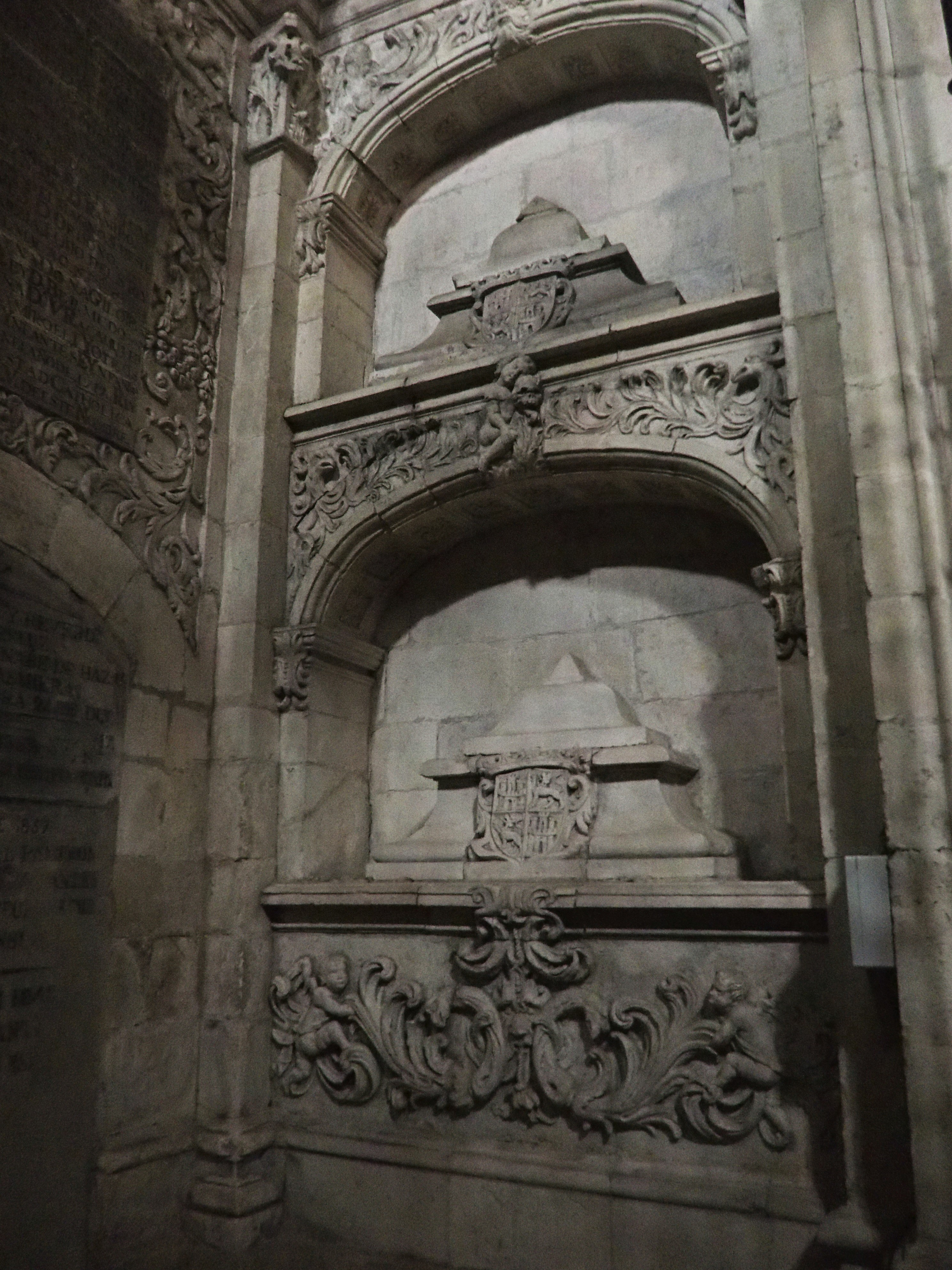
Cappella delle urne dei re delle Asturie e Leon

## Biografia
Troviamo Garcia citato come firmatario in due documenti, inerenti donazioni fatte alla chiesa di Santiago di Compostela dai genitori, Alfonso III assieme alla moglie Jimena, come riportato nelle Apendices della HISTORIA de la IGLESIA DE SANTIAGO DE COMPOSTELA, TOMO II:
- documento n° XIX, datato 886[11]
- documento n° XXI, datato 893[12].

Garcia compare inoltre come firmatario in donazioni fatte dai genitori al Real Monasterio de Sahagún, a cui erano devoti, come riporta la Historia del Real Monasterio de Sahagún.
Garcia collaborò con il padre nell'azione di governo del regno delle Asturie, che comprendeva anche la Galizia e il León.
Garcia, istigato dal suocero Nuño Fernández, nel 910 capeggiò una cospirazione, ordita per destituire il padre e prenderne il posto; ma la cospirazione fu scoperta dal re Alfonso III, che ebbe la certezza della partecipazione di García; allora, secondo l'arcivescovo di Toledo Rodrigo Jiménez de Rada nel suo Historia De Los Hechos De España, Garcia fu incarcerato a Gozón.
Nuño Fernández allora organizzò una sollevazione di nobili, appoggiata anche dalla regina Jimena e dagli altri figli, Fruela e Ordoño, che per evitare la guerra civile, portò Alfonso III a liberare García, nominandolo suo successore, con supremazia anche sui fratelli, e spartì il regno tra i suoi tre figli maggiori:
- a García, il figlio maggiore, andò il León
- a Ordoño, il secondogenito, andò la Galizia
- a Fruela, il terzogenito, andarono le Asturie

Alfonso III, con la moglie Jimena, si ritirò a Zamora (dove morì il 20 dicembre 910).
Alla morte del padre García divenne re di León, capitale del suo regno. Con la collaborazione dei conti di Castiglia completò le fortificazioni sul fiume Duero, ripopolandolo le zone di Roa, Osma, Clunia nella Provincia di Burgos e San Esteban de Gormaz.
Durante il suo regno Garcia, assieme alla moglie Muniadomna, fece almeno tre donazioni al Monasterio de San Pedro de Eslonza nel comune di Gradefes, come riportato dal Cartulario del Monasterio de Eslonza, Parte 1:
- doc. n° I, datato 912[19]
- doc. n° II, datato 913[20]
- doc. n° III, datato 913[21].

García nel 913 raggiunse la sua frontiera orientale, i domini di Gonzalo Téllez, le contee di Lantarón e Cerezo. Da qui avanzò nella Rioja conquistando Nájera e Calahorra e ponendo l'assedio ad Arnedo, che resistette. Senza apparente motivo le truppe leonesi si ritirarono, molto probabilmente per una grave infermità di García, forse dovuta a una ferita riportata durante l'assedio.
Garcia morì a Zamora a gennaio del 914 e fu tumulato nella Cappella delle urne dei re delle Asturie e Leon della cattedrale di Oviedo, come conferma anche il Chronicon de Sampiri.
Alla sua morte, non lasciando alcuna discendenza, suo fratello Ordoño, secondogenito di Alfonso III, già re di Galizia, fu proclamato re di Galizia e di León. Alla morte di Ordoño il terzo fratello, Fruela II, ultimo re delle Asturie, riuscì a spodestare i figli di Ordoño, riunificando i domini asturiani sotto un unico re.

## Matrimonio e discendenza
Garcia aveva sposato Muniadomna (o Nuña) Nuñez, figlia del conte di Castiglia, Nuño Fernández, come riporta il Sampiri Chronicon. Muniadomna, in seconde nozze, sposò il conte di Castiglia, Fernando Ansúrez, a cui diede un figlio, Ansur Fernández, secondo la COLECCIÓN DOCUMENTAL DEL MONASTERIO DE SAN PEDRO DE CARDEÑA.

García e Muniadomna non ebbero figli.

## Firma
Firma di García I

## Ascendenza
|                           |                        |                      | Genitori            |  |  | Nonni |  |  | Bisnonni               |  |  | Trisnonni               |  |
|                           |                        |                      |                     |  |  |       |  |  | Ramiro I delle Asturie |  |  | Bermudo I delle Asturie |  |
|                           |                        |                      |                     |  |  |       |  |  | Ramiro I delle Asturie |  |  | Bermudo I delle Asturie |  |
|                           |                        | Ozenda/Numila/Imila  |                     |  |  |       |  |  | Ramiro I delle Asturie |  |  |                         |  |
| Ordoño I delle Asturie    |                        |                      |                     |  |  |       |  |  | Ramiro I delle Asturie |  |  |                         |  |
|                           |                        | Urraca               | …                   |  |  |       |  |  |                        |  |  |                         |  |
|                           |                        | Urraca               | …                   |  |  |       |  |  |                        |  |  |                         |  |
|                           |                        | Urraca               | …                   |  |  |       |  |  |                        |  |  |                         |  |
| Alfonso III delle Asturie |                        | Urraca               |                     |  |  |       |  |  |                        |  |  |                         |  |
|                           |                        | …                    | …                   |  |  |       |  |  |                        |  |  |                         |  |
|                           |                        | …                    | …                   |  |  |       |  |  |                        |  |  |                         |  |
|                           |                        | …                    | …                   |  |  |       |  |  |                        |  |  |                         |  |
| Munia                     |                        | …                    |                     |  |  |       |  |  |                        |  |  |                         |  |
|                           |                        | …                    | …                   |  |  |       |  |  |                        |  |  |                         |  |
|                           |                        | …                    | …                   |  |  |       |  |  |                        |  |  |                         |  |
|                           |                        | …                    | …                   |  |  |       |  |  |                        |  |  |                         |  |
| García I di León          |                        | …                    |                     |  |  |       |  |  |                        |  |  |                         |  |
|                           | Íñigo I Íñiguez Arista | Íñigo Jiménez Arista |                     |  |  |       |  |  |                        |  |  |                         |  |
|                           | Íñigo I Íñiguez Arista | Íñigo Jiménez Arista |                     |  |  |       |  |  |                        |  |  |                         |  |
|                           | Íñigo I Íñiguez Arista | Oneca                |                     |  |  |       |  |  |                        |  |  |                         |  |
| García I Íñiguez          | Íñigo I Íñiguez Arista |                      |                     |  |  |       |  |  |                        |  |  |                         |  |
|                           |                        | Onneca Velásquez     | Velasco di Pamplona |  |  |       |  |  |                        |  |  |                         |  |
|                           |                        | Onneca Velásquez     | Velasco di Pamplona |  |  |       |  |  |                        |  |  |                         |  |
|                           |                        | Onneca Velásquez     | …                   |  |  |       |  |  |                        |  |  |                         |  |
| Jimena di Pamplona        |                        | Onneca Velásquez     |                     |  |  |       |  |  |                        |  |  |                         |  |
|                           |                        | …                    | …                   |  |  |       |  |  |                        |  |  |                         |  |
|                           |                        | …                    | …                   |  |  |       |  |  |                        |  |  |                         |  |
|                           |                        | …                    | …                   |  |  |       |  |  |                        |  |  |                         |  |
| Urraca                    |                        | …                    |                     |  |  |       |  |  |                        |  |  |                         |  |
|                           |                        | …                    | …                   |  |  |       |  |  |                        |  |  |                         |  |
|                           |                        | …                    | …                   |  |  |       |  |  |                        |  |  |                         |  |
|                           |                        | …                    | …                   |  |  |       |  |  |                        |  |  |                         |  |
|                           |                        | …                    |                     |  |  |       |  |  |                        |  |  |                         |  |

### Fonti primarie
- (LA)  Textos navarros del Códice de Roda Archiviato il 31 gennaio 2021 in Internet Archive..
- (LA)  Anastasii abbatis opera omnia.
- (LA)  Historia silense
- (LA)  Historia de la Santa A. M. Iglesia de Santiago de Compostela, Tomo II
- (LA)  #ES Cartulario del Monasterio de Eslonza, Parte 1
- (LA)  España sagrada. Volumen 23
- (LA)  España sagrada. Volumen 19
- (LA)  España sagrada. Volumen 14
- (LA)  España sagrada. Volumen 16

### Letteratura storiografica
- Rafael Altamira, Il califfato occidentale, in L’espansione islamica e la nascita dell’Europa feudale, collana «Storia del mondo medievale», II volume, Milano, Garzanti, 1999  [1979],  pp. 477–515, SBN RAV0065639.
- (ES)  Historia del Real Monasterio de Sahagún
- (ES)  Memorias de las reynas catholicas
- (ES)  #ES Historia De Los Hechos De España.
- (FR)  #ES La Vasconie.